# Licínia (filla de Publi Licini Cras Dives Mucià)
Licínia (en llatí Licinia) va ser una dama romana, filla de Publi Licini Cras Dives Mucià, cònsol l'any 131 aC. Formava part de la gens Licínia
Es va casar amb Gai Sulpici Servi Galba, que va ser condemnat l'any 110 aC per haver estat subornat per Jugurta.
La seva germana, que portava mateix nom, va ser la dona de Gai Semproni Grac, el famós tribú de la plebs.